# انتخابات سراسری ایتالیا (۲۰۱۸)
انتخابات سراسری ایتالیا در ۴ مارس ۲۰۱۸ در پیِ انحلال پارلمان در ۲۸ دسامبر ۲۰۱۷ توسط رئیس‌جمهور سرجیو ماتارلا برگزار شد.
رأی‌دهندگان باید تکلیف ۶۳۰ کرسی مجلس نمایندگان و ۳۱۵ کرسی انتخابی سنا را تعیین می‌کردند. این هجدهمین باری بود که مردم پس از تشکیل جمهوری ایتالیا در سال ۱۹۴۸ برای انتخابات قوه مقننه پای صندوق می‌رفتند.
همزمان با این انتخابات دو انتخابات محلی نیز در لومبارد و لاتزیو نیز برگزار شد.
ائتلاف راست میانه که حزب ماتئو سالوینی به نام لگا نورد به عنوان پیشانی آن شناخته می‌شد، توانست بیشترین کرسی‌ها را در مجلس نمایندگان و سنا ببرد. این در حالی بود که جنبش ضد ساختار پنج‌ستاره به رهبری لوئیجی دیماریو توانست بیشترین آرا را نصیب خود کند. ائتلاف چپ میانه به رهبری نخست‌وزیر ماتئو رنتسی، سوم شد. با این وضع هیچ‌یک از گروه‌ها یا احزاب سیاسی نتوانستند اکثریت مطلق را به دست آورند، لذا این انتخابات منجر به تشکیل پارلمان معلق شد.

## پیش‌زمینه
در انتخابات سراسری ۲۰۱۳ هیچ‌یک از ائتلاف‌های اصلی (راست میانه به رهبری سیلویو برلوسکونی، چپ میانه به رهبری پیر لوئیجی برسانی و جنبش پنج ستاره به رهبری بپه گریلو) نتوانستند اکثریت مطلق را در پارلمان به دست آورند. در آن زمان برسانی دبیر وقت حزب دموکراتیک نتوانست دولت تشکیل دهد و جورجو ناپولیتانو بار دیگر به عنوان رئیس‌جمهور ابقا شد. انریکو لتا، معاون برسانی از سوی وی موظف به تشکیل دولت ائتلاف عظیم شد. کابینه لتا مشتمل بر اعضای حزب دموکراتیک، حزب مردم آزادی برلوسکونی، گزینه مدنی، اتحاد مرکز و دیگران بود.
برلوسکونی در ۱۶ نوامبر ۲۰۱۳ حزب جدیدی با عنوان فورزا ایتالیا راه‌اندازی کرد که نام آن برگرفته از حزب پیشین فورزا ایتالیا بود که میان سال‌های ۲۰۰۹–۱۹۹۴ فعالیت می‌کرد. برلوسکونی همچنین اعلام کرد با دولت لتا مخالف است و باعث شد تا شکاف بزرگی در ائتلاف به وجود آید و در نتیجه آنجلینو آلفانو، وزیر کشور تصمیم گرفت از وی جدا شده و حزب جدیدی تحت عنوان راست میانهٔ نو ایجاد کرده و در دولت باقی بماند.
با انتخاب ماتئو رنتسی به دبیر کلی حزب دموکراتیک در دسامبر ۲۰۱۳ تنش‌های زیادی در این حزب ایجاد شد که در نهایت منجر به استعفای لتا از نخست‌وزیری در فوریه ۲۰۱۴ شد. رنتسی متعاقباً دست به تشکیل دولت جدیدی تحت همان ائتلاف (البته با حضور حزب راست میانهٔ نو) زد اما این بار شیوهٔ جدیدی به کار گرفت. نخست‌وزیر جدید حمایت زیادی از سوی حزب خود داشت که با حضور خوب این حزب در انتخابات پارلمان اروپا در ۲۰۱۴ و انتخاب سرجیو ماتارلا (دموکرات) به عنوان رئیس‌جمهور تقویت شد. رنتسی در مقام نخست‌وزیر دست به اصلاحات زیادی زد از جمله، قانون انتخابات جدید (که بعدها قسمت‌هایی از آن توسط دادگاه قانون اساسی مخالف قانون اساسی دانسته شد)، ملایم‌سازی قانون کار (مشهور به قانون مشاغل) به منظور افزایش رشد اقتصادی، اصلاح گسترده اداره امور عمومی، ساده‌سازی جلسات دادرسی، به رسمیت شناختن ازدواج هم‌جنس‌گرایان و الغای بسیاری از مالیات‌های خرد.
یکی از مشکلات بزرگ دولت رنتسی میزان زیاد مهاجرت غیرقانونی به ایتالیا در پی جنگ داخلی لیبی بود. در دوران وی، روند نجات مهاجران در دریا و انتقال ایشان به بنادر جنوبی ایتالیا روند صعودی گرفت تا حدی که جنبش پنج‌ستاره، حزب فورزا ایتالیا، لگا نورد شروع به انتقاد کردند و محبوبیت رنتسی میان مردم کاهش یافت. با این حال نظرسنجی‌ای که در ۲۰۱۶ انجام شد، نشان داد حزب دموکراتیک همچنان محبوب است و احزاب جنبش پنج‌ستاره، لگا نورد و برادران ایتالیا رشد داشته‌اند در حالی که محبوبیت فورزا ایتالیا کاهش داشته‌است. حزب انتخاب مدنی به‌طور بالقوه حذف شد و جای حزب چپ آزادی اکولوژی را حزب چپ ایتالیا گرفت.

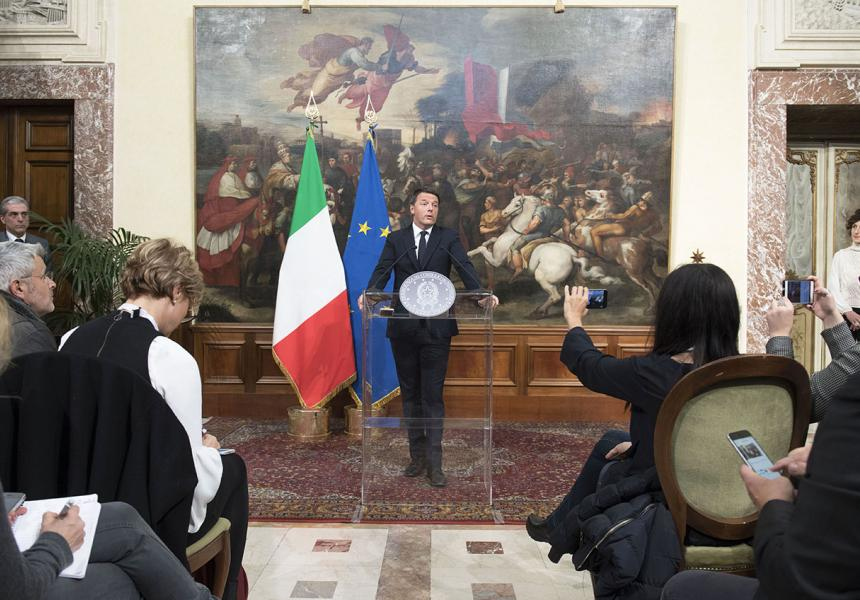
ماتئو رنتسی پس از اعلام نتایج همه‌پرسی قانون اساسی استعفا داد.

در دسامبر ۲۰۱۶ همه‌پرسی قانون اساسی که به درخواست دولت رنتسی و تأیید پارلمان صورت گرفت با نسبت ۵۹٪ به ۴۱٪ از سوی مردم رد شد. در صورت تأیید این تغییرات، سنا مشتمل بر ۱۰۰ نماینده می‌شد که ۹۵ نفر از آنها از سوی مردم و ۵ نفر از سوی رئیس‌جمهور منصوب می‌شدند. رنتسی پس از شکست در این همه‌پرسی، از سمت خود استعفا داد و جای خود را به وزیر امور خارجه پائولو جنتیلونی (دموکرات) داد.
در اوایل سال ۲۰۱۷ برخی از دموکرات‌های جناح چپ به رهبری برسانی، ماسیمو دالما و روبرتو اسپرناتزا به همراه جداشدگان حزب چپ ایتالیا در مخالفت با سیاست‌های رنتسی، جنبش دموکراتیک و مترقی را راه‌اندازی کردند. حزب راست میانه به حزب آلترناتیو مردمی تغییر یافت. رنتسی در آوریل همان سال به عنوان دبیرکل حزب دموکراتیک انتخاب شد و بنابراین نامزد نخست‌وزیری این کشور شد. وی توانست آندره‌آ اورلاندو وزیر دادگستری و میکله امیلیانو فرماندار آپولیا را شکست دهد.
سرجیو ماتارلا در ۲۸ دسامبر ۲۰۱۷ پارلمان ایتالیا را منحل کرد تا یک انتخابات سراسری در ۴ مارس ۲۰۱۸ انجام شود.

## نظام انتخابی جدید

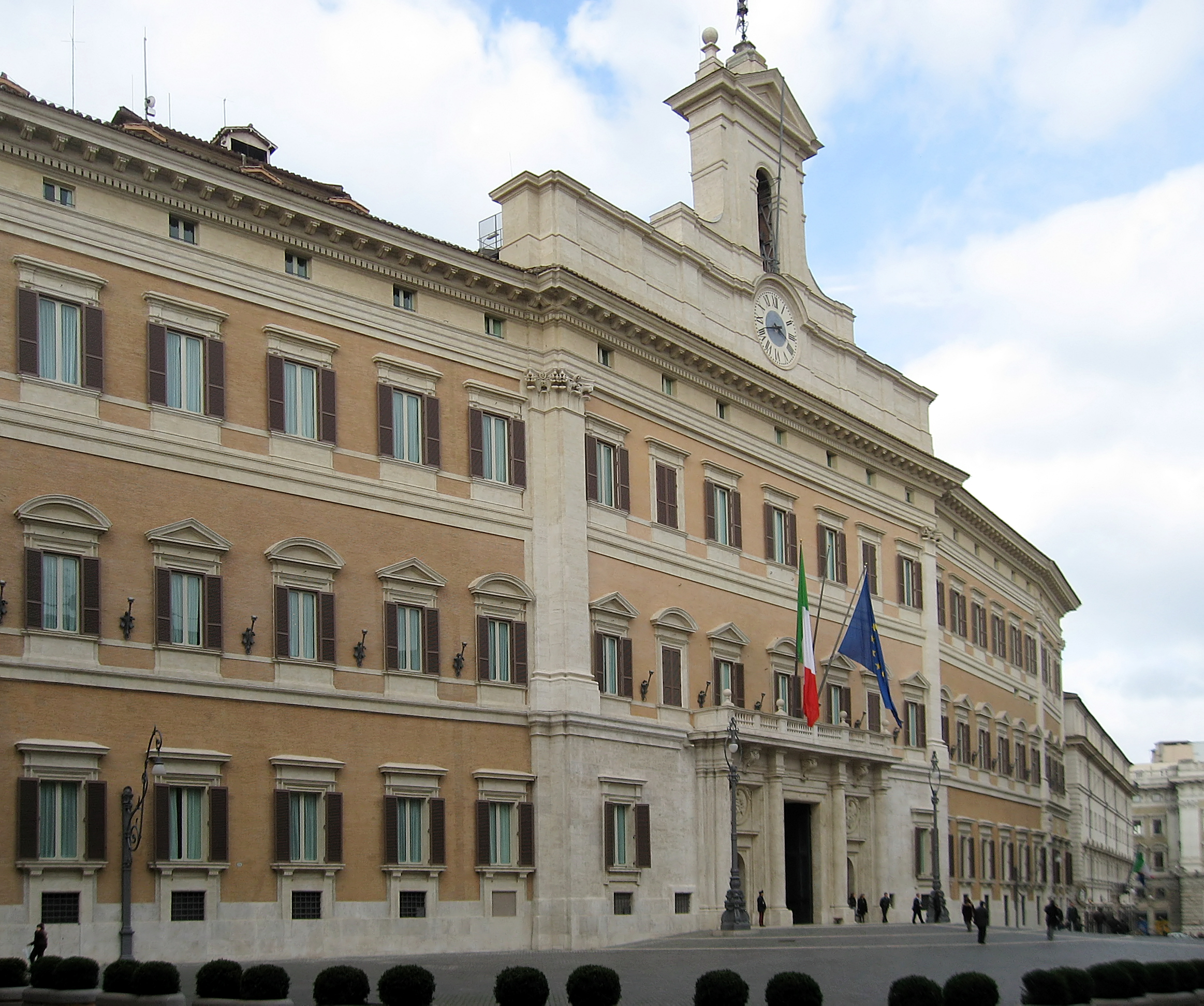
کاخ مونته‌چیتوریو، مقر مجلس نمایندگان ایتالیا است.

یکی از عواقب همه‌پرسی قانون اساسی در ۲۰۱۶ و دو حکم متفاوت دادگاه قانون اساسی، این بود که قوانین انتخاباتی مجلسین پارلمان ایتالیا فاقد یکنواختی شدند. در اکتبر ۲۰۱۷، احزاب دموکراتیک، آلترناتیو مردم، فورزا ایتالیا، لگا نورد و برخی دیگر از احزاب کوچکتر بر سر یک قانون انتخاباتی جدید به توافق رسیدند. مجلس نمایندگان با ۳۷۵ رأی موافق در برابر ۲۱۵ رأی مخالف و مجلس سنا با ۲۱۴ رأی موافق و ۶۱ رأی مخالف این قانون را تصویب کردند. جنبش پنج ستاره، جنبش دموکراتیک و مترقی، حزب چپ ایتالیا، حزب برادران ایتالیا و برخی احزاب کوچکتر با این قانون مخالفت کردند.
نظام جدید انتخابات که با اشاره به نام اتوره روساتو رئیس نمایندگان حزب دموکرات در مجلس نمایندگان به «روساتلوم بیس» شهرت یافته، یک نظام مختلط است که در یک دور انتخابات، تکلیفِ ۳۷٪ کرسی‌ها را با استفاده از روش نخست‌نفری و ۶۳٪ کرسی‌ها را با استفاده از روش نسبی بزرگ‌ترین باقیمانده مشخص می‌کند.
۶۳۰ نمایندهٔ مجلس نمایندگان به روش زیر انتخاب می‌شوند:
- ۲۳۲ نفر در حوزه‌های انتخابیهٔ تک‌نماینده با روش اکثریت؛
- ۳۸۶ نفر در حوزه‌های انتخابیهٔ چندنماینده با روش نمایندگی تناسبی ملی؛
- ۱۲ نفر در حوزه‌های انتخابیهٔ چندنماینده خارج از کشور، با روش نمایندگی تناسبی حوزه‌ای.

۳۱۵ نمایندهٔ سنا به روش زیر انتخاب می‌شوند:
- ۱۱۶ نفر در حوزه‌های انتخابیهٔ تک‌نماینده با روش اکثریت؛
- ۱۹۳ نفر در حوزه‌های انتخابیهٔ چندنماینده با روش نمایندگی تناسبی ملی؛
- ۶ نفر در حوزه‌های انتخابیهٔ چندنماینده خارج از کشور، با روش نمایندگی تناسبی حوزه‌ای.

تعداد کمی سناتور تا پایان عمر برای مجلس سنا تعیین می‌شوند.

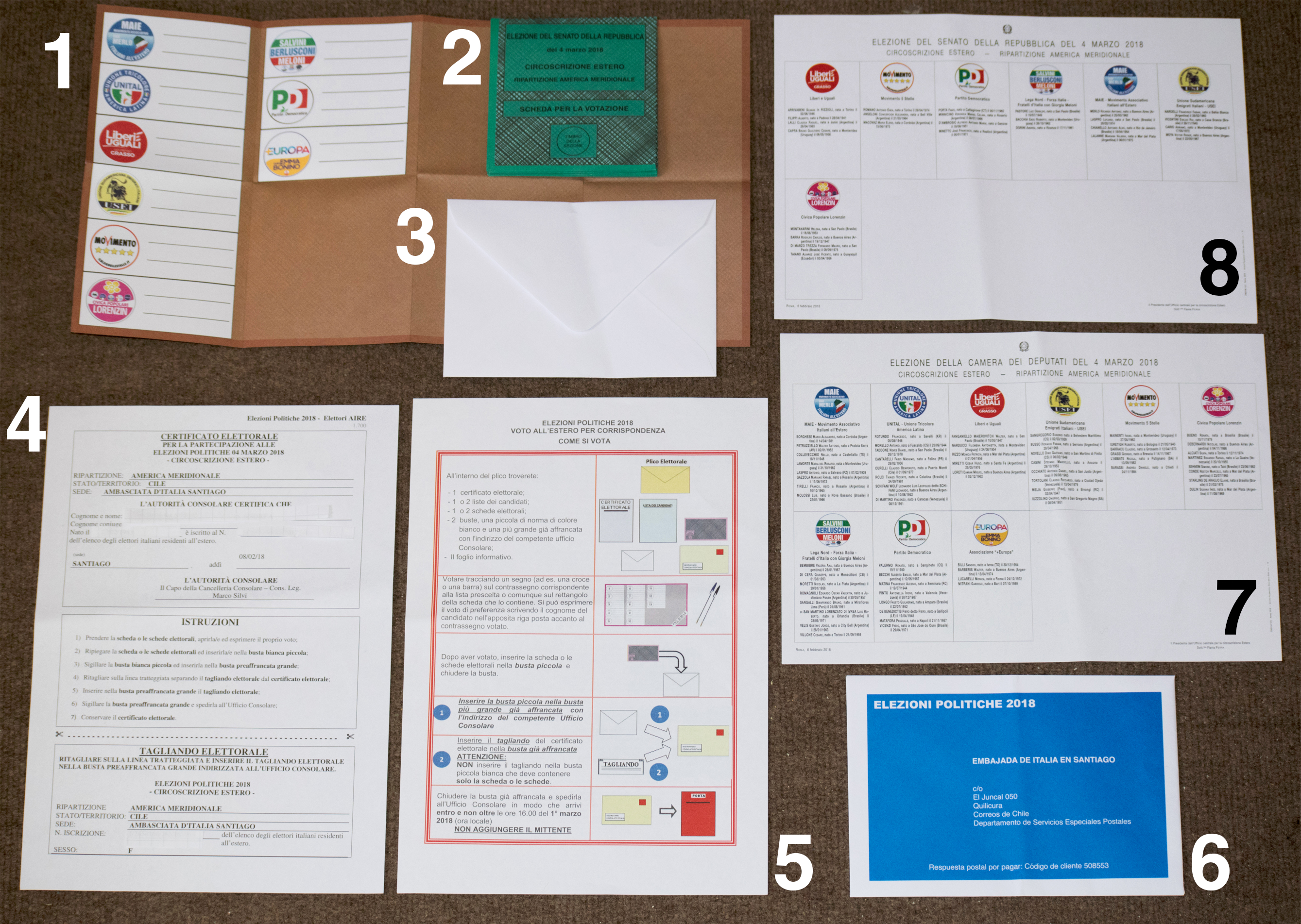
بستهٔ انتخاباتی که برای یک رأی‌دهندهٔ ایتالیایی ساکن آمریکای جنوبی فرستاده شده‌است.

افرادی که در ایتالیا ساکن هستند هر نمایندهٔ مجلس نمایندگان را در یک تعرفه مشخص می‌کنند. در این برگه‌ها نام نامزد و حزب وی نوشته می‌شود. نمایندگان هر حوزهٔ انتخابیهٔ تک‌نماینده بر اساس اکثریت تعیین می‌شوند در حالی که کرسی‌های مربوط به حوزه‌های انتخابیهٔ چندنماینده در سطح سراسری تخصیص داده می‌شوند. احزاب برای اینکه بتوانند در حوزه‌های انتخابیهٔ تک نماینده حساب شوند، باید بتوانند در سطح ملی حداقل ۱٪ از آرا را نصیب خود کنند. برای کسب کرسی‌های حوزه‌های چندنماینده، احزاب باید دستکم ۳٪ از آرا در سطح ملی را به دست آورند. منتخبان حوزه‌های انتخابیهٔ چندنماینده از فهرست‌های بسته خواهند بود.
برگهٔ رأی در روش‌های نخست‌نفری و نسبی یکتا است و نام نامزدهای حوزه‌های تک‌نماینده را مشخص کرده و در نزدیکی هر یک نماد فهرست بخش نسبی را نمایش داده‌است. در هر کدام نیز فهرست نام نامزدهای مربوطه آمده.
رأی‌دهندگان می‌توانند آرای خود را به یکی از سه روش ذیل بدهند:
- کشیدن یک نشانه روی نماد یک فهرست: در این روش رأی به فردی اختصاص می‌یابد که در یک حوزهٔ تک‌نمایندهٔ نامزد فهرست مذکور است.
- کشیدن یک نشانه روی نام نامزد یک حوزهٔ تک‌نماینده و یک نشانهٔ دیگر روی نماد فهرستی که وی را حمایت می‌کند: نتیجه مشابه روش بالا خواهد بود؛ رأی‌دهنگان حق ندارند در نظام نخست‌نفری به یک نماینده رأی داده و فهرست دیگری را که وی در آن حضور ندارد انتخاب کنند.
- کشیدن یک نشانه تنها روی نام نامزد در حوزه‌های نخست‌نفری، بدون مشخص کردن فهرست: در این صورت رأی به نامزد مورد نظر اختصاص یافته و به‌طور خودکار مشمول فهرستی که از وی حمایت می‌کند نیز می‌شود. اما اگر آن نامزد در همان حین عضو چند فهرست باشد، رأی یادشده به‌طور نسبی بین آن فهرست‌ها تقسیم می‌شود. این نسبت وابسته به میزان رأیی است که هر یک از این فهرست‌ها در حوزهٔ انتخابیه به دست آورده‌اند.

## نظرسنجی

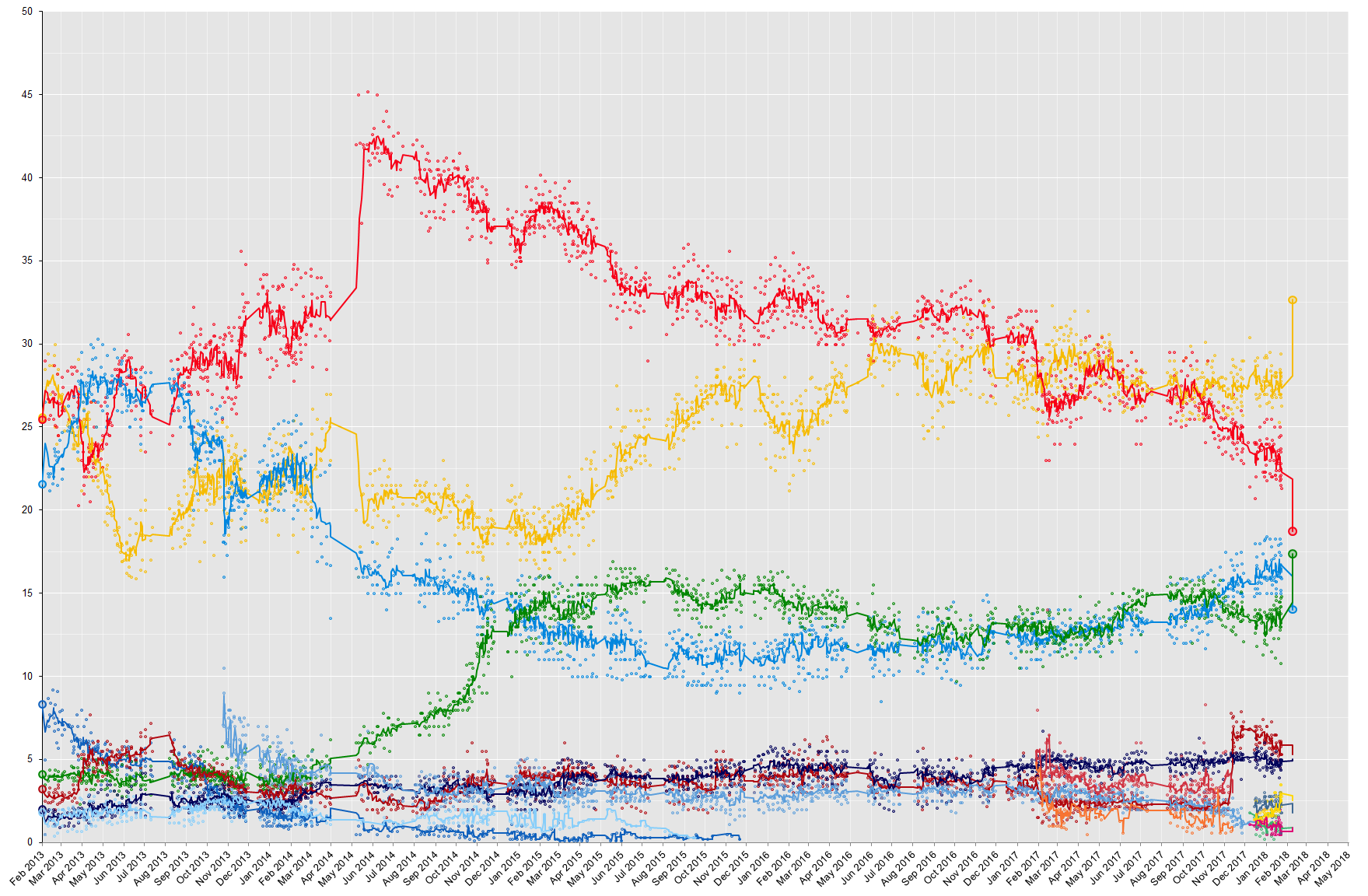
خط گرایش مردمی که بر اساس نظرسنجی‌هایی که از ۲۵ فوریه ۲۰۱۳ تا کنون در ایتالیا صورت گرفته و هر خط نشان‌دهندهٔ یکی از احزاب این کشور است.
حزب دموکراتیک
جنبش پنج ستاره
مردم آزاد/فورزا ایتالیا (۲۰۱۳)
انتخاب مدنی
حزب راست میانه جدید/آلترناتیو مردمی
لگا نورد
حزب آزادی اکولوژی چپ/حزب چپ ایتالیا
حزب برادران ایتالیا
اتحادیه میانه
جنبش دموکراتیک و مترقی
اردوگاه مترقیان
حزب آزادی و برابری
حزب باهم
فهرست مدنی مردمی
ما و ایتالیا

## مشارکت
| منطقه                                                                   | زمان   | زمان   | زمان   |
| منطقه                                                                   | ۱۲:۰۰  | ۱۹:۰۰  | ۲۳:۰۰  |
| ----------------------------------------------------------------------- | ------ | ------ | ------ |
| ابروتزو                                                                 | ۱۹٫۳۸٪ | ۶۱٫۲۹٪ | ۷۵٫۲۵٪ |
| امیلیا-رومانیا                                                          | ۲۲٫۷۲٪ | ۶۵٫۹۹٪ | ۷۸٫۲۶٪ |
| اومبریا                                                                 | ۲۰٫۵۵٪ | ۶۴٫۸۶٪ | ۷۸٫۲۲٪ |
| باسیلیکاتا                                                              | ۱۶٫۲۷٪ | ۵۳٫۱۲٪ | ۷۱٫۱۱٪ |
| پولیا                                                                   | ۱۷٫۹۷٪ | ۵۳٫۶۸٪ | ۶۸٫۹۴٪ |
| پیمونت                                                                  | ۲۰٫۴۴٪ | ۶۱٫۸۸٪ | ۷۵٫۱۷٪ |
| ترنتینو آلتو آدیجه                                                      | ۲۰٫۸۵٪ | ۶۰٫۵۷٪ | ۷۴٫۳۴٪ |
| توسکانی                                                                 | ۲۱٫۱۷٪ | ۶۳٫۸۷٪ | ۷۷٫۳۴٪ |
| ساردینیا                                                                | ۱۸٫۳۴٪ | ۵۲٫۴۹٪ | ۶۵٫۳۹٪ |
| سیسیل                                                                   | ۱۴٫۲۷٪ | ۴۷٫۰۶٪ | ۶۲٫۷۲٪ |
| فریولی ونتزیا جولیا                                                     | ۲۲٫۵۶٪ | ۶۲٫۴۵٪ | ۷۵٫۱۱٪ |
| کالابریا                                                                | ۱۵٫۱۱٪ | ۴۹٫۵۵٪ | ۶۳٫۷۸٪ |
| کامپانیا                                                                | ۱۶٫۹۶٪ | ۵۲٫۵۹٪ | ۶۸٫۲۰٪ |
| لاتزیو                                                                  | ۱۸٫۸۸٪ | ۵۵٫۴۷٪ | ۷۲٫۵۸٪ |
| لمباردی                                                                 | ۲۰٫۹۲٪ | ۶۲٫۲۹٪ | ۷۶٫۸۱٪ |
| لیگوریا                                                                 | ۲۱٫۷۸٪ | ۶۱٫۰۴٪ | ۷۱٫۹۶٪ |
| مارکه                                                                   | ۱۹٫۸۱٪ | ۶۲٫۲۲٪ | ۷۷٫۲۸٪ |
| مولیزه                                                                  | ۱۷٫۸۸٪ | ۵۶٫۴۶٪ | ۷۱٫۷۶٪ |
| واله دائوستا                                                            | ۲۱٫۲۴٪ | ۵۹٫۰۱٪ | ۷۲٫۲۷٪ |
| ونتو                                                                    | ۲۲٫۲۴٪ | ۶۴٫۶۱٪ | ۷۸٫۷۲٪ |
| مجموع                                                                   | ۱۹٫۴۳٪ | ۵۸٫۴۲٪ | ۷۲٫۹۳٪ |
| منبع: وزارت کشور ایتالیا بایگانی‌شده در ۹ مارس ۲۰۱۸ توسط Wayback Machine |        |        |        |

## نتایج
|              |                                                 |                                                 |                                                 |            |        |        |            |          |          |                           |                           |                           |              |      |
| ائتلاف       | ائتلاف                                          | حزب                                             | حزب                                             | تناسبی     | تناسبی | تناسبی | نخست‌نفری   | نخست‌نفری | نخست‌نفری | ایتالیایی‌های خارج از کشور | ایتالیایی‌های خارج از کشور | ایتالیایی‌های خارج از کشور | مجموع کرسی‌ها | +/–  |
| ائتلاف       | ائتلاف                                          | حزب                                             | حزب                                             | آرا        | ٪      | کرسی   | آرا        | ٪        | کرسی     | آرا                       | ٪                         | کرسی                      | مجموع کرسی‌ها | +/–  |
|              | ائتلاف راست میانه                               |                                                 | لیگ (L)                                         | ۵٬۶۹۱٬۹۲۱  | ۱۷٫۳۷  | ۷۳     | ۱۲٬۱۴۷٬۶۱۱ | ۳۷٫۰۰    | ۵۳       | ۲۳۲٬۰۷۸                   | ۲۱٫۴۹                     | ۳                         | ۱۲۶          | +۱۰۸ |
|              | ائتلاف راست میانه                               | فورزا ایتالیا (FI)                              | ۴٬۵۹۰٬۷۷۴                                       | ۱۴٫۰۱      | ۵۹     | ۴۲     | ۱۲٬۱۴۷٬۶۱۱ | ۳۷٫۰۰    | ۱۰۱      | ۲۳۲٬۰۷۸                   | ۲۱٫۴۹                     | ۳                         | +۳           |      |
|              | ائتلاف راست میانه                               | برادران ایتالیا (FdI)                           | ۱٬۴۲۶٬۵۶۴                                       | ۴٫۳۵       | ۱۹     | ۱۴     | ۱۲٬۱۴۷٬۶۱۱ | ۳۷٫۰۰    | ۳۳       | ۲۳۲٬۰۷۸                   | ۲۱٫۴۹                     | ۳                         | +۲۴          |      |
|              | ائتلاف راست میانه                               | ما با ایتالیا (NcI)                             | ۴۲۸٬۲۹۸                                         | ۱٫۳۰       | ۰      | ۰      | ۱۲٬۱۴۷٬۶۱۱ | ۳۷٫۰۰    | ۱۱٬۸۴۵   | ۱٫۰۹                      | ۰                         | ۰                         | تازه         |      |
| مجموع کرسی‌ها | مجموع کرسی‌ها                                    | مجموع کرسی‌ها                                    | مجموع کرسی‌ها                                    | ۱۵۱        |        |        | ۱۱۱        |          |          | ۳                         | ۲۶۵                       | −                         |              |      |
|              | جنبش پنج ستاره (M5S)                            | جنبش پنج ستاره (M5S)                            | جنبش پنج ستاره (M5S)                            | ۱۰٬۶۹۷٬۹۹۴ | ۳۲٫۶۶  | ۱۳۳    | ۱۰٬۷۲۷٬۵۶۷ | ۳۲٫۶۸    | ۹۳       | ۱۸۸٬۹۳۳                   | ۱۷٫۵۰                     | ۱                         | ۲۲۷          | +۱۱۹ |
|              | ائتلاف چپ میانه                                 |                                                 | حزب دموکراتیک (PD)                              | ۶٬۱۰۱٬۸۳۶  | ۱۸٫۷۲  | ۸۶     | ۷٬۴۹۷٬۸۱۴  | ۲۲٫۸۵    | ۲۶       | ۲۸۵٬۴۲۹                   | ۲۶٫۴۴                     | ۵                         | ۱۱۷          | −۱۸۰ |
|              | ائتلاف چپ میانه                                 | اروپای بیشتر (+E)                               | ۸۳۶٬۸۳۷                                         | ۲٫۵۵       | ۰      | ۰      | ۷٬۴۹۷٬۸۱۴  | ۲۲٫۸۵    | ۶۰٬۸۵۹   | ۵٫۶۳                      | ۱                         | ۱                         | تازه         |      |
|              | ائتلاف چپ میانه                                 | حزب باهم (I)                                    | ۱۹۶٬۷۶۶                                         | ۰٫۶۰       | ۰      | ۰      | ۷٬۴۹۷٬۸۱۴  | ۲۲٫۸۵    | —        | —                         | ۰                         | ۰                         | تازه         |      |
|              | ائتلاف چپ میانه                                 | فهرست مدنی مردمی (CP)                           | ۱۷۷٬۸۲۵                                         | ۰٫۵۴       | ۰      | ۰      | ۷٬۴۹۷٬۸۱۴  | ۲۲٫۸۵    | ۳۰٫۳۷۵   | ۲٫۸۱                      | ۰                         | ۰                         | تازه         |      |
|              | ائتلاف چپ میانه                                 | حزب مردم تیرول جنوبی–حزب جدایی‌طلب ترنتینو تیرول | ۱۳۴٬۶۵۱                                         | ۰٫۴۱       | ۲      | ۲      | ۷٬۴۹۷٬۸۱۴  | ۲۲٫۸۵    | —        | —                         | ۰                         | ۴                         | −۱           |      |
| مجموع کرسی‌ها | مجموع کرسی‌ها                                    | مجموع کرسی‌ها                                    | مجموع کرسی‌ها                                    | ۸۸         |        |        | ۲۸         |          |          | ۶                         | ۱۲۲                       | −                         |              |      |
|              | آزاد و برابر (LeU)                              | آزاد و برابر (LeU)                              | آزاد و برابر (LeU)                              | ۱٬۱۰۹٬۱۹۸  | ۳٫۳۸   | ۱۴     | ۱٬۱۱۳٬۳۶۹  | ۳٫۳۹     | ۰        | ۶۱٬۷۱۴                    | ۵٫۷۱                      | ۰                         | ۱۴           | تازه |
|              | جنبش ایتالیایی‌های خارج از کشور (MAIE)           | جنبش ایتالیایی‌های خارج از کشور (MAIE)           | جنبش ایتالیایی‌های خارج از کشور (MAIE)           | —          | —      | ۰      | —          | —        | ۰        | ۱۰۴٬۵۳۸                   | ۹٫۶۸                      | ۱                         | ۱            | −۱   |
|              | اتحادیه مهاجران آمریکای جنوبی در ایتالیا (USEI) | اتحادیه مهاجران آمریکای جنوبی در ایتالیا (USEI) | اتحادیه مهاجران آمریکای جنوبی در ایتالیا (USEI) | —          | —      | ۰      | —          | —        | ۰        | ۶۵٬۳۶۳                    | ۶٫۰۵                      | ۱                         | ۱            | ±۰   |
| مجموع        | مجموع                                           | مجموع                                           | مجموع                                           | مجموع      | مجموع  | مجموع  | مجموع      | مجموع    | مجموع    | مجموع                     | مجموع                     | مجموع                     | ۶۳۰          | –    |

|              |                                                 |                                                 |                                                 |           |        |        |            |          |          |                           |                           |                           |              |      |
| ائتلاف       | ائتلاف                                          | حزب                                             | حزب                                             | تناسبی    | تناسبی | تناسبی | نخست‌نفری   | نخست‌نفری | نخست‌نفری | ایتالیایی‌های خارج از کشور | ایتالیایی‌های خارج از کشور | ایتالیایی‌های خارج از کشور | مجموع کرسی‌ها | +/–  |
| ائتلاف       | ائتلاف                                          | حزب                                             | حزب                                             | آرا       | ٪      | کرسی   | آرا        | ٪        | کرسی     | آرا                       | ٪                         | کرسی                      | مجموع کرسی‌ها | +/–  |
|              | ائتلاف راست میانه                               |                                                 | لیگ (L)                                         | ۵٬۳۱۷٬۰۱۹ | ۱۷٫۶۲  | ۳۷     | ۱۱٬۳۲۳٬۳۶۰ | ۳۷٫۴۹    | ۲۰       |                           |                           | ۲                         | ۵۷           | +۳۹  |
|              | ائتلاف راست میانه                               | فورزا ایتالیا (FI)                              | ۴٬۳۵۲٬۳۸۰                                       | ۱۴٫۴۳     | ۳۳     | ۲۴     | ۱۱٬۳۲۳٬۳۶۰ | ۳۷٫۴۹    | ۵۷       | -۴۱                       |                           | ۲                         |              |      |
|              | ائتلاف راست میانه                               | برادران ایتالیا (FdI)                           | ۱٬۲۸۶٬۱۲۲                                       | ۴٫۲۶      | ۷      | ۱۰     | ۱۱٬۳۲۳٬۳۶۰ | ۳۷٫۴۹    | ۱۷       | تازه                      |                           | ۲                         |              |      |
|              | ائتلاف راست میانه                               | ما با ایتالیا (NcI)                             | ۳۶۱٬۷۳۷                                         | ۱٫۱۹      | ۰      | ۴      | ۱۱٬۳۲۳٬۳۶۰ | ۳۷٫۴۹    |          |                           |                           | ۴                         | تازه         |      |
| مجموع کرسی‌ها | مجموع کرسی‌ها                                    | مجموع کرسی‌ها                                    | مجموع کرسی‌ها                                    | ۷۷        |        |        | ۵۸         |          |          | ۲                         | ۱۳۷                       | +۲۰                       |              |      |
|              | جنبش پنج ستاره (M5S)                            | جنبش پنج ستاره (M5S)                            | جنبش پنج ستاره (M5S)                            | ۹٬۷۱۳٬۷۶۳ | ۳۲٫۲۱  | ۶۸     | ۹٬۷۲۹٬۶۲۱  | ۳۲٫۲۲    | ۴۴       |                           |                           | ۰                         | ۱۱۲          | +۵۸  |
|              | ائتلاف چپ میانه                                 |                                                 | حزب دموکراتیک (PD)                              | ۵٬۷۶۸٬۱۰۱ | ۱۹٫۱۲  | ۴۳     | ۶٬۹۴۳٬۴۵۰  | ۲۲٫۹۹    | ۹        |                           |                           | ۲                         | ۵۴           | -۵۷  |
|              | ائتلاف چپ میانه                                 | اروپای بیشتر (+E)                               | ۷۱۲٬۸۴۴                                         | ۲٫۳۶      | ۰      | ۱      | ۶٬۹۴۳٬۴۵۰  | ۲۲٫۹۹    |          |                           |                           | ۱                         | تازه         |      |
|              | ائتلاف چپ میانه                                 | حزب باهم (I)                                    | ۱۶۳٬۰۲۸                                         | ۰٫۵۴      | ۰      | ۰      | ۶٬۹۴۳٬۴۵۰  | ۲۲٫۹۹    |          |                           |                           | ۰                         | تازه         |      |
|              | ائتلاف چپ میانه                                 | فهرست مدنی مردمی (CP)                           | ۱۵۷٬۲۰۵                                         | ۰٫۵۲      | ۰      | ۱      | ۶٬۹۴۳٬۴۵۰  | ۲۲٫۹۹    |          |                           |                           | ۱                         | تازه         |      |
|              | ائتلاف چپ میانه                                 | حزب مردم تیرول جنوبی–حزب جدایی‌طلب ترنتینو تیرول | ۱۲۸٬۲۸۲                                         | ۰٫۴۲      | ۱      | ۲      | ۶٬۹۴۳٬۴۵۰  | ۲۲٫۹۹    |          |                           |                           | ۳                         | -۱           |      |
|              | ائتلاف چپ میانه                                 | حزب واله دائوستا (VdA)                          |                                                 |           |        | ۱      | ۶٬۹۴۳٬۴۵۰  | ۲۲٫۹۹    |          |                           |                           | ۱                         | ±۰           |      |
| مجموع کرسی‌ها | مجموع کرسی‌ها                                    | مجموع کرسی‌ها                                    | مجموع کرسی‌ها                                    | ۴۴        |        |        | ۱۴         |          |          | ۲                         | ۶۰                        | -۶۳                       |              |      |
|              | آزاد و برابر (LeU)                              | آزاد و برابر (LeU)                              | آزاد و برابر (LeU)                              | ۹۸۷٬۷۰۶   | ۳٫۲۷   | ۴      | ۹۹۰٬۵۰۰    | ۳٫۲۸     | ۰        |                           |                           | ۰                         | ۴            | تازه |
|              | جنبش ایتالیایی‌های خارج از کشور (MAIE)           | جنبش ایتالیایی‌های خارج از کشور (MAIE)           | جنبش ایتالیایی‌های خارج از کشور (MAIE)           |           |        |        |            |          |          |                           |                           | ۱                         | ۱            | ±۰   |
|              | اتحادیه مهاجران آمریکای جنوبی در ایتالیا (USEI) | اتحادیه مهاجران آمریکای جنوبی در ایتالیا (USEI) | اتحادیه مهاجران آمریکای جنوبی در ایتالیا (USEI) | —         | —      | ۰      | —          | —        | ۰        | ۶۵٬۳۶۳                    | ۶٫۰۵                      | ۱                         | ۱            | ±۰   |
| مجموع        | مجموع                                           | مجموع                                           | مجموع                                           | مجموع     | مجموع  | مجموع  | مجموع      | مجموع    | مجموع    | مجموع                     | مجموع                     | مجموع                     | ۳۱۵          | –    |

## جامعه‌شناسی رأی‌دهندگان
| جامعه‌شناسی رأی‌دهندگان   | جامعه‌شناسی رأی‌دهندگان | جامعه‌شناسی رأی‌دهندگان | جامعه‌شناسی رأی‌دهندگان | جامعه‌شناسی رأی‌دهندگان | جامعه‌شناسی رأی‌دهندگان | جامعه‌شناسی رأی‌دهندگان |      |       |
| جامعه                   | راست میانه            | پنج‌ستاره              | چپ میانه              | آزاد و برابر          | بقیه                  | مشارکت                |      |       |
| ----------------------- | --------------------- | --------------------- | --------------------- | --------------------- | --------------------- | --------------------- | ---- | ----- |
| جامعه                   | کل آرا                | ۳۷٫۰٪                 | ۳۲٫۷٪                 | ۲۲٫۹٪                 | ۳٫۴٪                  | مشارکت                | ۴٫۰٪ | ۷۲٫۹٪ |
| جنسیت                   |                       |                       |                       |                       |                       |                       |      |       |
| مردان                   | ۳۶٫۸٪                 | ۳۲٫۸٪                 | ۲۲٫۹٪                 | ۳٫۵٪                  | ۴٫۰٪                  | ۷۲٫۵٪                 |      |       |
| زنان                    | ۳۷٫۱٪                 | ۳۲٫۹٪                 | ۲۲٫۹٪                 | ۲٫۷٪                  | ۳٫۷٪                  | ۶۸٫۳٪                 |      |       |
| سن                      |                       |                       |                       |                       |                       |                       |      |       |
| ۱۸ تا ۳۴ ساله           | ۳۴٫۴٪                 | ۳۵٫۳٪                 | ۲۱٫۵٪                 | ۵٫۰٪                  | ۳٫۸٪                  | ۷۰٫۱٪                 |      |       |
| ۳۵ تا ۴۹ ساله           | ۳۷٫۴٪                 | ۳۵٫۴٪                 | ۲۰٫۳٪                 | ۲٫۷٪                  | ۴٫۲٪                  | ۷۲٫۲٪                 |      |       |
| ۵۰ تا ۶۴ ساله           | ۳۸٫۳٪                 | ۳۴٫۰٪                 | ۲۰٫۱٪                 | ۳٫۲٪                  | ۴٫۴٪                  | ۷۲٫۴٪                 |      |       |
| بالاتر از ۶۵ سال        | ۳۶٫۹٪                 | ۲۷٫۱٪                 | ۳۰٫۱٪                 | ۳٫۰٪                  | ۲٫۹٪                  | ۶۶٫۳٪                 |      |       |
| شغل                     |                       |                       |                       |                       |                       |                       |      |       |
| دانشجو                  | ۲۹٫۹٪                 | ۳۲٫۳٪                 | ۲۴٫۴٪                 | ۸٫۲٪                  | ۵٫۲٪                  | ۶۶٫۸٪                 |      |       |
| بی‌کار                   | ۴۱٫۸٪                 | ۳۷٫۲٪                 | ۱۵٫۱٪                 | ۰٫۶٪                  | ۵٫۳٪                  | ۶۳٫۷٪                 |      |       |
| زن خانه‌دار              | ۴۱٫۱٪                 | ۳۶٫۱٪                 | ۱۷٫۴٪                 | ۱٫۸٪                  | ۳٫۶٪                  | ۶۵٫۹٪                 |      |       |
| یقه آبی                 | ۴۲٫۶٪                 | ۳۷٫۰٪                 | ۱۴٫۱٪                 | ۱٫۳٪                  | ۵٫۰٪                  | ۷۲٫۰٪                 |      |       |
| یقه سفید                | ۲۹٫۴٪                 | ۳۶٫۱٪                 | ۲۵٫۴٪                 | ۵٫۶٪                  | ۳٫۵٪                  | ۷۵٫۶٪                 |      |       |
| آزاد                    | ۴۶٫۹٪                 | ۳۱٫۸٪                 | ۱۵٫۱٪                 | ۲٫۳٪                  | ۳٫۹٪                  | ۷۳٫۳٪                 |      |       |
| مدیر                    | ۳۱٫۸٪                 | ۳۱٫۲٪                 | ۲۹٫۵٪                 | ۳٫۳٪                  | ۴٫۲٪                  | ۷۷٫۹٪                 |      |       |
| بازنشسته                | ۳۶٫۶٪                 | ۲۶٫۴٪                 | ۳۰٫۵٪                 | ۳٫۷٪                  | ۲٫۸٪                  | ۶۸٫۸٪                 |      |       |
| رستهٔ شغلی               |                       |                       |                       |                       |                       |                       |      |       |
| بخش عمومی               | ۲۹٫۷٪                 | ۴۱٫۶٪                 | ۲۴٫۰٪                 | ۱٫۷٪                  | ۳٫۹٪                  | ۷۱٫۸٪                 |      |       |
| بخش خصوصی               | ۳۵٫۶٪                 | ۳۴٫۰٪                 | ۲۲٫۰٪                 | ۴٫۳٪                  | ۴٫۱٪                  | ۷۲٫۷٪                 |      |       |
| تحصیلات                 |                       |                       |                       |                       |                       |                       |      |       |
| ابتدایی                 | ۳۶٫۱٪                 | ۳۰٫۰٪                 | ۲۸٫۵٪                 | ۲٫۳٪                  | ۳٫۱٪                  | ۶۴٫۹٪                 |      |       |
| راهنمایی                | ۴۲٫۷٪                 | ۳۳٫۳٪                 | ۱۸٫۴٪                 | ۲٫۲٪                  | ۳٫۴٪                  | ۷۰٫۵٪                 |      |       |
| دبیرستان                | ۳۴٫۹٪                 | ۳۶٫۱٪                 | ۲۰٫۳٪                 | ۴٫۷٪                  | ۴٫۰٪                  | ۷۴٫۱٪                 |      |       |
| دانشگاه                 | ۲۸٫۸٪                 | ۲۹٫۳٪                 | ۳۱٫۴٪                 | ۵٫۵٪                  | ۵٫۰٪                  | ۷۲٫۰٪                 |      |       |
| شرکت در مراسم مذهبی     |                       |                       |                       |                       |                       |                       |      |       |
| یک بار در هفته یا بیشتر | ۳۸٫۲٪                 | ۳۰٫۹٪                 | ۲۶٫۰٪                 | ۲٫۲٪                  | ۲٫۷٪                  | ۶۸٫۹٪                 |      |       |
| یک بار در ماه           | ۴۴٫۶٪                 | ۳۱٫۴٪                 | ۱۸٫۵٪                 | ۲٫۶٪                  | ۲٫۹٪                  | ۷۲٫۰٪                 |      |       |
| گهگاه                   | ۳۸٫۶٪                 | ۳۴٫۹٪                 | ۲۰٫۰٪                 | ۳٫۲٪                  | ۳٫۳٪                  | ۷۱٫۲٪                 |      |       |
| هرگز                    | ۳۰٫۸٪                 | ۳۳٫۷٪                 | ۲۴٫۸٪                 | ۵٫۲٪                  | ۵٫۵٪                  | ۶۹٫۹٪                 |      |       |
|                         |                       |                       |                       |                       |                       |                       |      |       |
| منبع: ایپسوس ایتالیا    |                       |                       |                       |                       |                       |                       |      |       |

## تشکیل دولت
با اعلام نتایج انتخابات، لوئیجی دیمایو و ماتئو سالوینی گفتند که باید از رئیس‌جمهور سرجیو ماتارلا وظیفهٔ تشکیل کابینهٔ تازه را دریافت کنند چون تشکل‌های ایشان به ترتیب بزرگ‌ترین حزب و بزرگ‌ترین ائتلاف انتخابات شدند. یک روز پس از انتخابات، ماتئو رنتسی اعلام کرد حزب دموکراتیک در پارلمان به عنوان اپوزیسیون عمل خواهد کرد و وی پس از تشکیل کابینهٔ جدید از رهبری حزب استعفا خواهد داد. در روز ۶ مارس ماتئو سالوینی حرفی را که در طول انتخابات مبنی بر عدم ائتلاف با جنبش پنج ستاره گفته بود بار دیگر تکرار کرد.